# Kunigunde von Staufen
Kunigunde von Staufen, auch Kunigunde von Schwaben genannt (tschechisch Kunhuta Štaufská oder Kunhuta Švábská) (* Januar/März 1202; † 13. September 1248), war durch Heirat mit Wenzel I. von 1230 bis 1248 Königin von Böhmen.

## Leben

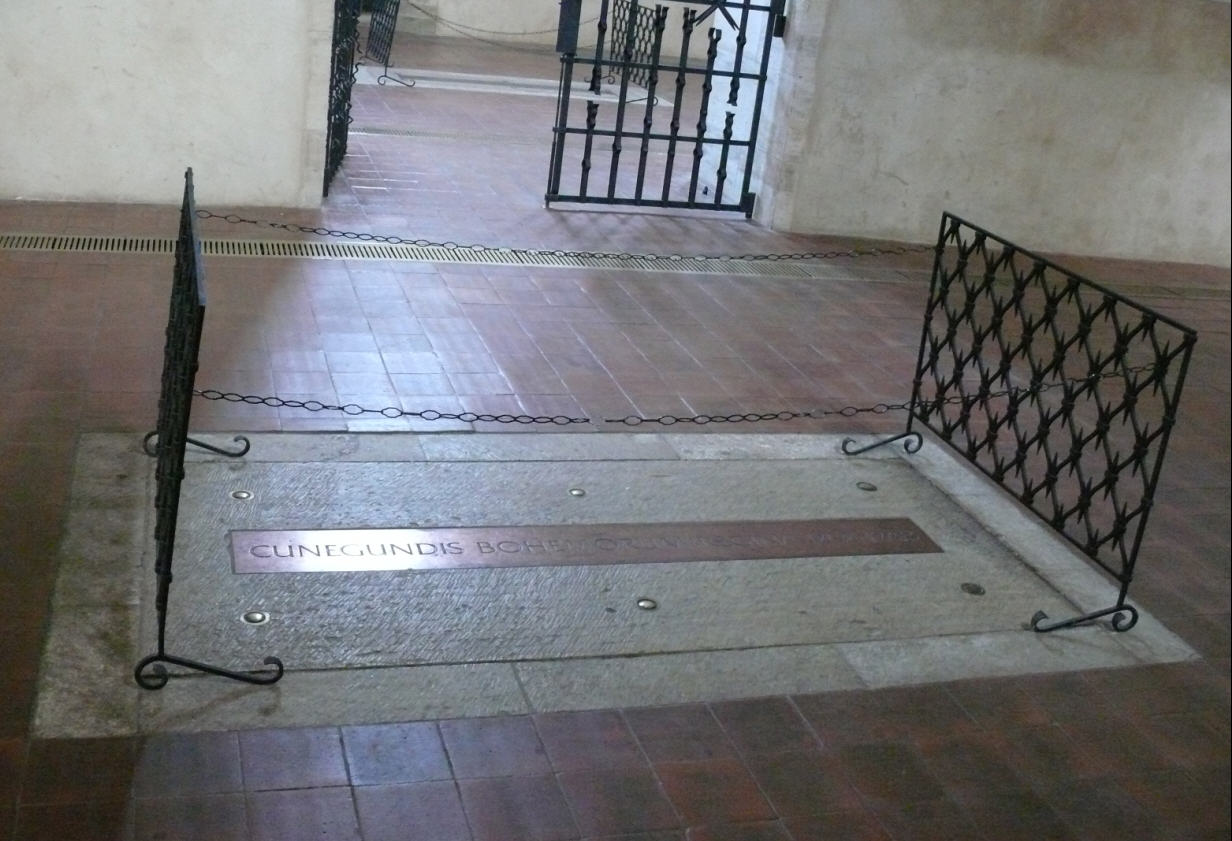
Grabstein von Kunigunde im Prager Agneskloster

Kunigunde war die Tochter von König Philipp von Schwaben aus dem Haus der Staufer und seiner Frau, der byzantinischen Prinzessin Irene, Tochter des Kaisers Isaak II. Ihre ältere Schwester Beatrix wurde durch Heirat mit Otto IV. römisch-deutsche Kaiserin. Ihre jüngere Schwester, die ebenfalls Beatrix hieß, wurde durch Heirat mit Ferdinand III. Königin von Kastilien und León.
1203 wurde sie von ihrem Vater mit Otto VIII. von Wittelsbach verlobt, damit dieser ihn im Krieg gegen Landgraf Herrmann I. von Thüringen 1204 und 1205 unterstützte. Philipp hielt sich jedoch nicht an diese Vereinbarung und einigte sich 1207 mit dem böhmischen König Ottokar I. über die Verlobung der inzwischen fünfjährigen Prinzessin mit dessen zweijährigem Sohn und Nachfolger Wenzel I. Dies kostete ihn das Leben, denn der Wittelsbacher ermordete ihn aus Rache für die Auflösung seiner Verlobung mit Kunigunde am 21. Juni 1208 in Bamberg – der erste Königsmord in der deutschen Geschichte. Zwei Monate nach ihrem Vater starb auch ihre Mutter Irene. Um Kunigunde und ihre Schwestern kümmerte sich zunächst Bischof Konrad von Speyer.
Die Vermählung mit Wenzel fand 1221 oder 1224 in Prag statt.
1228 wurde sie mit Wenzel I. durch den Erzbischof Siegfried von Mainz in Prag gekrönt. 1230 wurde Wenzel I. nach dem Tod seines Vaters böhmischer König.
Kunigunde hatte Anteile am Herzogtum Schwaben. 1235 erhielt Wenzel beim Hoftag in Eger von Kaiser Friedrich II. für den Verzicht auf dieses Allod seiner Frau eine Abfindung von 10 000 Silbermark. Kunigunde wurde in Böhmen meist Konstanze genannt, weil ihre Schwiegermutter Konstanze von Ungarn so hieß. Durch Kunigunde wurde der Einfluss deutscher Kultur am Prager Hof verstärkt, was u. a. der Aufenthalt einiger deutscher Minnesänger, unter ihnen Reinmar von Zweter und Walther von der Vogelweide zeigt.
Sie gilt als Stifterin des Zisterzienserinnenklosters Marienthal in der sächsischen Oberlausitz, des ältesten Frauenklosters dieses Ordens in Deutschland, das seit seiner Gründung ununterbrochen besteht. Außerdem förderte sie die Zisterzienserinnenklöster Vallis S. Mariae  in Oslawan und Porta Coeli in Tischnowitz sowie das Benediktinerstift Břevnov.
Seit Ende 1247 opponierte ihr Sohn Ottokar II. gegen seinen Vater. Unterstützt von mährischen Adeligen, erhob er sich am 31. Juli 1248 gegen seinen Vater und ließ sich in Prag zum König ausrufen. Einer Niederlage der Aufständischen vor Brüx folgte ein Abkommen mit Wenzel I. Anfang November 1248, in dem Ottokar II. eine dem Vater zumindest gleichberechtigte Stellung eingeräumt wurde. Mitten in diesen Auseinandersetzungen starb Kunigunde am 13. September 1248. Sie wurde im Agneskloster der Klarissen in Prag bestattet, das von ihrer Schwägerin Agnes von Böhmen gegründet worden war.

## Nachkommen
Aus ihrer Ehe mit Wenzel I. stammen:
- Vladislav (* 1227; † 3. Januar 1247), Markgraf von Mähren, 1246/47 Anwärter auf die Herzogtümer Österreich und Steiermark

⚭ 1246 Gertrud von Österreich
- Ottokar II. (* um 1232; † 26. August 1278), König von Böhmen
- Beatrix (Božena) († 25. Mai 1286) ⚭ 1243 Markgraf Otto III., der Fromme von Brandenburg
- Agnes († 1268) ⚭ 1244/45 Markgraf Heinrich III., der Erlauchte von Meißen
- (Tochter) († um 1240)